# Davide Burani
Davide Burani (Modena, 19 maggio 1973) è un arpista italiano.

## Biografia
Si è diplomato in pianoforte nel 1996 presso il Conservatorio Niccolò Paganini di Genova. Successivamente ha intrapreso lo studio dell’arpa presso il Conservatorio Arrigo Boito di Parma
prima sotto la guida di Francesca Frigotto e poi sotto la guida di Emanuela Degli Esposti, conseguendo prima il diploma tradizionale e poi il diploma accademico di secondo livello in Discipline Musicali con il massimo dei voti e lode. Ha poi seguito corsi di perfezionamento con Ieuan Jones, Fabrice Pierre e Judith Liber. 
Ha partecipato a numerosi concorsi nazionali ed internazionali, superando le selezioni finali per la categoria “Arpa” nella XI edizione del “Tournoi International de Musique”, aggiudicandosi una menzione d’onore. Nel 2004 ha vinto, nella categoria arpa, la VII edizione del Festival internazionale “Fivizzano Music World”. Si è esibito in numerosi concerti in Italia e all'estero, collaborando con i direttori d’orchestra Alain Lombard, Julian Kovatchev, Mikhail Pletnev, Zoltán Peskó, Donato Renzetti, etc. e con le attrici Paola Gassman, Lella Costa e Monica Guerritore. 
Ha collaborato come prima arpa con varie orchestre e ensemble musicali, tra cui la Filarmonica dell'Opera Italiana "Bruno Bartoletti", l'Orchestra del Teatro Comunale di Bologna e della Radio Svizzera Italiana, con I Virtuosi Italiani, con l’orchestra Bruno Maderna di Forlì, con l’orchestra Filarmonia Veneta di Treviso, con l’orchestra Filarmonica Arturo Toscanini e con l'Orchestra Sinfonica delle Isole Baleari di Palma de Mallorca.
Ha presentato le proprie incisioni discografiche all'interno di trasmissioni radiofoniche quali "Piazza Verdi", "Primo Movimento" e "Radio3 Suite" su Rai Radio3, "Musica Maestro" su Radio24 - Il Sole 24 Ore, "Reteduecinque" su RSI - Radio Svizzera Italia, "Scelto per voi" su Radio Emilia-Romagna.
Nel 2007, con il gruppo da camera Icarus Ensemble ha partecipato al Festival MITO SettembreMusica (Milano-Torino Musica). In occasione del 75º compleanno del compositore Giacomo Manzoni ha eseguito nel Conservatorio di Milano il "Settimino" di Ravel, alla presenza di Giacomo Manzoni, Luigi Pestalozza e Maurizio Pollini.
Davide Burani è attivo anche nel capo didattico: dal 2005 al 2013 è stato docente di arpa presso l’Istituto Diocesano di Musica Sacra di Modena, dal 2009 insegna arpa presso l’Istituto Superiore di Studi Musicali Achille Peri di Reggio Emilia ed è stato docente di Prassi Esecutiva e Repertori per Arpa presso il Conservatorio "Giuseppe Martucci" di Salerno nell'A.A. 2019 - 2020. 
Si è esibito spesso in concerti con il soprano Paola Sanguinetti.  
Dal 2014 ha accompagnato il baritono Leo Nucci assieme all'Italian Opera Chamber Ensemble, esibendosi in Italia, Inghilterra, Spagna, Francia, Svizzera, Belgio e Giappone. Ha collaborato con il tenore Fabio Armiliato incidendo alcune romanze di Francesco Paolo Tosti per voce e arpa. Nel 2021 si è esibito presso il Festival di Salisburgo (Salzburger Festspiele) accompagnando il soprano Sonya Yoncheva assieme al Donizetti Opera Ensemble.

## Discografia
Davide Burani ha inciso i seguenti CD:
- Arpamagica (2001), per arpa sola
- Arpadamore (2002), con il soprano Sandra Gigli
- Duo d’harpes dans le XIII siècle (2009), con Emanuela Degli Esposti, per "La Bottega Discantica"
- Flauto e Arpa in concerto (2010), con il flautista Giovanni Mareggini, per "La Bottega Discantica"
- Prière, meditazioni musicali per arpa, con Giovanni Mareggini e il violinista Marco Bronzi (2010), per "Paoline Editoriale Audiovisivi"
- Mozart e i suoi contemporanei (2011), con Giovanni Mareggini e "Gli Archi Italiani", per "Velut Luna"
- In...Canto d'Arpa (2012), con il soprano Paola Sanguinetti
- Sospiri nel tardo romanticismo (2013), con l’Orchestra da Camera di Ravenna[5], per "Velut Luna"
- Madame La Harpe (2015), per arpa sola, per "MAP Edition"
- Aires de España (2019), con l'arpista José Antonio Domené, per "SMC Records"
- 48 Etudes ou Fantaisies di F. J. Dizi (2021), doppio CD, per "SMS Records"
- Notturni per flauto e arpa (2021) con Giovanni Mareggini, per "Limen"